# Shepparton
Shepparton is een plaats in de Australische deelstaat Victoria en telt 44.599 inwoners (2006).

## Geboren
- Brett Lancaster (1979), wielrenner
- Jarrod Lyle (1981-2018), golfer

Ararat ·
Ballarat ·
Benalla ·
Bendigo ·
Geelong ·
Hamilton ·
Horsham ·
Melbourne (hoofdstad) ·
Moe ·
Morwell ·
Mildura ·
Portland ·
Sale ·
Shepparton ·
Swan Hill ·
Traralgon ·
Wangaratta · 
Warrnambool ·
Wodonga